# Frontella
Frontella pallida es una especie de araña araneomorfa de la familia Linyphiidae. Es el único miembro del género monotípico Frontella.

## Distribución
Yakutia, Kharaula. Se encuentra en Rusia asiática.  